# Sri Kencana
Sri Kencana is een bestuurslaag in het regentschap Ogan Komering Ulu van de provincie Zuid-Sumatra, Indonesië. Sri Kencana telt 825 inwoners (volkstelling 2010).